# Proletarsk (Rostov)
Proletarsk (Пролета́рск en ruso) es una localidad rusa del óblast de Rostov y centro administrativo del raión de Proletarsk, situada en el río Mánych que cruza la ciudad, a 230 km al sureste de Rostov del Don.
Antiguamente fue una stanitsa cosaca de Velikoknyazheskaya.

## Demografía
| 1959   | 1970   | 1979   | 1989   | 1996   | 2002   | 2008   |
| ------ | ------ | ------ | ------ | ------ | ------ | ------ |
| 10 700 | 16 300 | 19 100 | 19 400 | 19 900 | 19 572 | 19 328 |

## Personalidades célebres
- G. P. Amatuni- Escritor soviético de ciencia ficción nacido en 1916